# Clostridium septicum
Clostridium septicum is een bacterie. Het is een gram-positieve, sporenvormende staaf.

## Klinische betekenis
Clostridium septicum wordt in de grond en in het darmkanaal van mens en dier, vooral bij herkauwers, gevonden. Ze wordt in toenemende mate bij de mens uit het bloed geïsoleerd, vooral bij patiënten met een verlaagde weerstand. Ook gevallen van gasgangreen zijn beschreven. De bacterie groeit strikt anaeroob.

## Morfologie en kweek
In een Gram-preparaat ziet men slanke staven, verschillend van lengte. Sporen zijn ovaal en liggen subterminaal. De bacterie is beweeglijk.
Op een bloedagar vertonen de bacteriën hemolyse (β-hemolyse). De kolonies zijn klein met een onregelmatige rand (Medusahoofd) maar zeer vaak groeit de bacterie als een transparante, nauwelijks zichtbare laag over de hele voedingsbodem

## Biochemische eigenschappen
| Mogelijkheid van Clostridium septicum om te reageren met stoffen | Mogelijkheid van Clostridium septicum om te reageren met stoffen |
| ---------------------------------------------------------------- | ---------------------------------------------------------------- |
| Eskuline                                                         | Ja                                                               |
| Gelatinase                                                       | Ja                                                               |
| Glucose                                                          | Ja                                                               |
| Indol                                                            | Nee                                                              |
| Lactose                                                          | Ja (zwak)                                                        |
| Lecitinase                                                       | Nee                                                              |
| Lipase                                                           | Nee                                                              |
| Maltose                                                          | Ja (zwak)                                                        |
| Nitraatreductie                                                  | Variabel                                                         |